# The Beginning of the End (Crosses)
The Beginning of the End è un singolo del gruppo musicale statunitense Crosses, pubblicato il 25 dicembre 2020.

## Descrizione
Si tratta di una cover dell'omonimo brano inciso nel 1990 dai Cause & Effect e rappresenta la prima pubblicazione dei Crosses a distanza di sei anni dal loro album omonimo.

## Video musicale
Il video, diretto da Glitchie Valens, è stato reso disponibile nello stesso giorno attraverso il canale YouTube del gruppo e ha come protagonista la ballerina Elizabeth Carvalho.

## Tracce
1. The Beginning of the End – 4:34